# Стайківська сільська рада
| Стайківська сільська рада — колишній орган місцевого самоврядування у Кагарлицькому районі Київської області з адміністративним центром у с. Стайки. Історична дата утворення: в 1921 році. Водоймища на території, підпорядкованій даній раді: річка Дніпро. Сільській раді підпорядковані населені пункти: - с. Стайки |

## Склад ради
Рада складається з 16 депутатів та голови.

### Керівний склад ради
| ПІБ                         | Основні відомості                                                         | Дата обрання | Дата звільнення |
| --------------------------- | ------------------------------------------------------------------------- | ------------ | --------------- |
| Шестопал Олександр Петрович | Сільський голова, 1955 року народження, освіта, член народної партії      | 26.03.2006   | 01.02.2008      |
| Галкіна Наталія Іванівна    | Сільський голова, 1964 року народження, освіта вища, член Партії регіонів | 31.10.2010   |                 |

Примітка: таблиця складена за даними джерела